# TfN-MusicalCompany
Die TfN-MusicalCompany (Eigenschreibweise tfn-MusicalCompany) ist eine Musical-Company am Theater für Niedersachsen (tfn) in Hildesheim. Sie wurde 2007 gegründet und ist die erste Musical-Company mit einem festen Ensemble an einem Stadttheater. Von September 2017 bis August 2020 war Craig Simmons als Musicaldirektor am tfn tätig.

## Produktionen
Uraufführungen
- Kleider machen Liebe oder: Was ihr wollt (Spielzeit 2007/08) – Musical von Heinz Rudolf Kunze und Heiner Lürig | nach William Shakespeares ,Was Ihr wollt‘
- Shoes With Wings (Spielzeit 2007/08) – Ein Fred Astaire-Abend
- Godfather of Soul. (Spielzeit 2008/09) – Ein Tanzabend für James Brown von Hans-Christian Leonhard
- Golden Broadway. (Spielzeit 2010/11) – Gala-Revue
- Märchenmond. (Spielzeit 2010/11) – Familienmusical von Christian Gundlach | nach dem Roman von Wolfgang und Heike Hohlbein | für Kinder ab 7 Jahren und Erwachsene
- Das letzte Einhorn. (Spielzeit 2011/12) – Familienmusical von Christian Gundlach | nach dem gleichnamigen Fantasy-Roman von Peter S. Beagle
- Zum Sterben schön (Spielzeit 2012/13) – Musical von Marc Schubring und Wolfgang Adenberg

Europäische Erstaufführungen
- Der 25. Pattenser Buchstabierwettbewerb. (Spielzeit 08/09) – Musical von William Finn und Rachel Sheinkin | Deutsche Adaption von Christian Gundlach
- Die Show ihres Lebens. (Spielzeit 2011/12) – Musical von Bill Russell und Henry Krieger | Deutsch von Christian Gundlach
- Jasper in Deadland. (Spielzeit 2018/19) – Musical von Ryan Scott Oliver | Deutsche Übersetzung von Lisanne Wiegand

Deutschsprachige Erstaufführung
- Nervensache. (Spielzeit 2007/08) – Musical von William Finn und James Lapine
- Die Frau des Bäckers. (Spielzeit 2008/09) – Musical von Stephen Schwartz und Joseph Stein | Deutsch von Christian Gundlach
- Der geheime Garten. (Spielzeit 2009/10) – Musical von Marsha Norman & Lucy Simon |  deutsch von Christian Gundlach
- Kinder von Eden. (Children of Eden) – (Spielzeit 2009/10) – Musical von Stephen Schwartz und John Caird | deutsch von Christian Gundlach
- 44 Grad im Schatten. (Spielzeit 2010/11) – Musical von Harvey Schmidt, Tom Jones und N. Richard Nash | Deutsch von Christian Gundlach
- Rocky over the Rainbow. (Spielzeit 2012/13) – Rockmusical-Parodie von Eelco R. Claassen und Michael Diederich
- Ein hässliches Spiel. (Dogfight) – (Spielzeit 2016/17) – Musical von Benj Pasek und Justin Paul
- Jasper in Deadland. – (Spielzeit 2018/19) – Musical von Ryan Scott Oliver

Aufführungen ab 2021
- The Belle of New York. – Spielzeit 2021/2022 – Musical von Gustave Adolphe Kerker, als konzertante Aufführung, zusammen mit Mitgliedern des Musiktheaterensembles
- Goodbye, Norma Jeane. – Spielzeit 2023/2024 – Musical von Sam Verhoeven
- Woyzeck. – Spielzeit 2023/2024 – Musical von Manuel de Rien
- The Rocky Horror Show. – Spielzeit 2023/2024 – Musical von Richard O’Brien
- Showtime. Eine Reise durch die Musicallandschaft des frühen zwanzigsten Jahrhunderts. 2024
- Pinkelstadt – ab in die Büsche. 2024 – Musical von Mark Hollmann

## Musicaldirektoren
- 2007–2009 Hans Christian Leonhard
- 2009–2012 Christian Gundlach[3][4]
- 2012–2016 Katja Buhl[5]
- 2016/1017 Christof Wahlefeld und Andreas Unsicker (kommissarische Leitung)
- 2017–2020 Craig Simmons

## Diskografie (Auswahl)
- 2007: Kleider machen Liebe. Ein Musical nach William Shaekspeare von Heinz Rudolf Kunze und Heiner Lürig. (Lava)
- 2007: Nervensache. A New Brain. (Lava)
- 2008: Crazy for You. Das neue Gershwin-Musical. Musical von William Finn und James Lapine. (Lava)
- 2008: Shoes With Wings. Musik und Texte von Helle Hansen. (Lava)
- 2010: Märchenmond. Das Musical. Von Christian Gundlach. Nach Wolfgang und Heike Hohlbein. (Bastei Lübbe)